# Paul Baras

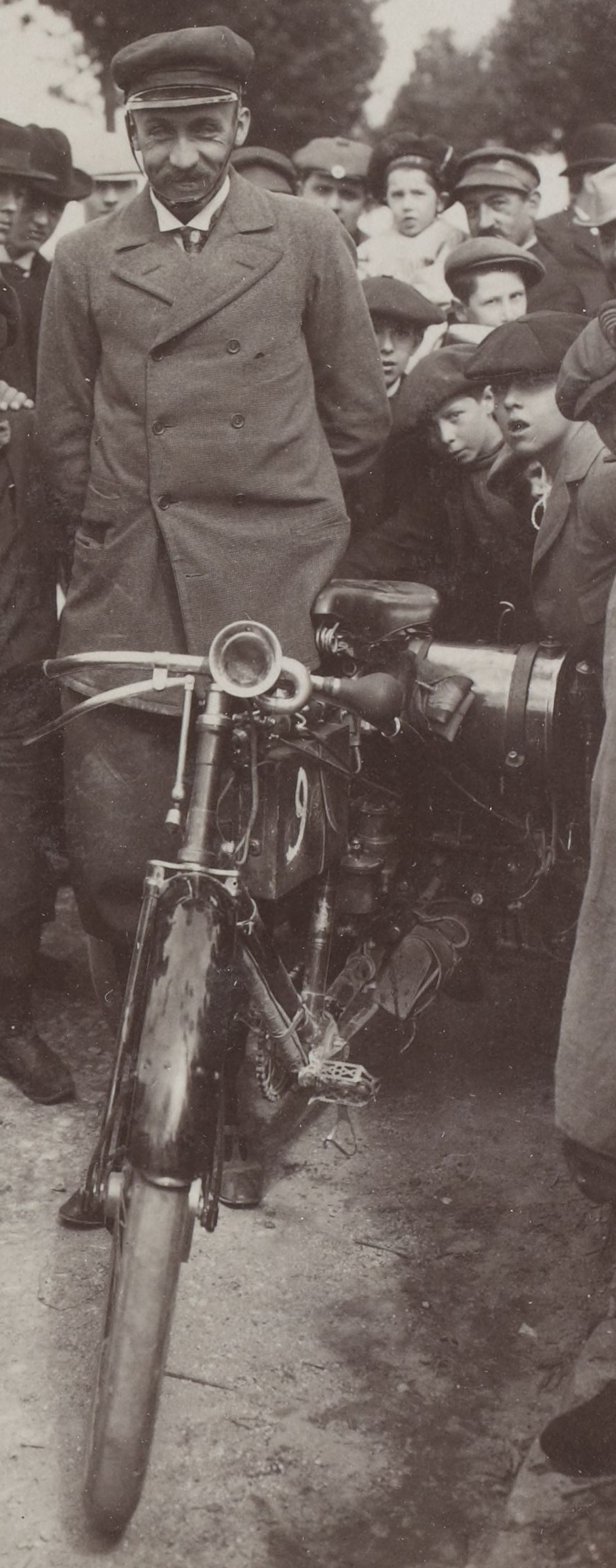
Paul Baras (1900)

Paul Baras (14. května 1870 – 6. listopadu 1941) byl francouzský cyklista, motocyklový a automobilový závodník. Účastnil se několika raných automobilových závodů i Grand Prix. V období od listopadu 1904 do ledna 1905 byl držitelem světového rychlostního rekordu.

## Život
Paul Desire Ferdinand Baras se narodil v severofrancouzském Orchies. Původně se věnoval silniční cyklistice, účastnil se mnoha soutěží, v roce 1894 získal třetí místo v Grand Prix de Paris ve sprintu. Jako mnoho cyklistů té doby přešel k závodění v automobilech, nejprve soutěžil v závodech do vrchu.
V roce 1899 zvítězil s kvadricyklem Darracq na trati Paříž–Boulogne. 29. března 1901 zvítězil ve třídě voiturette v závodě do vrchu v La Turbie u Nice za volantem vozu Darracq 12 HP. Druhý dojel v témže roce v závodě u města Gaillon. Ve třídě voiturette zvítězil v Bexhill Speed Trials v roce 1902, třetí ve své třídě dojel v La Turbie a druhý u Château-Thierry. V závodě Paříž–Vídeň v témž roce dojel s časem 17 h 04 min 52 s na šestém místě.
Světový rychlostní rekord stanovil za volantem vozu Darracq 100 HP v belgickém Ostende 13. listopadu 1904. Letmý kilometr ujel průměrnou rychlostí 167,92 km/h.
S vozem Darracq 100 HP se v roce 1904 účastnil závodu Circuit des Ardennes, kde dojel šestý. Šestý dojel i v závodě do vrchu Mont Ventoux. V závodě ve sprintu u Dourdanu (Kilomètre de Dourdan) 3. října 1904 s průměrnou rychlostí 142,857 km/h zvítězil. O rok později při francouzské kvalifikaci pro Pohár Gordona Bennetta na Circuit de l'Argonne musel s poškozeným kolem odstoupit na konci prvního okruhu. 25. července 1905 závodil na Circuit des Ardennes, ale ve druhém kole odstoupil. Stejně se mu vedlo i následující rok na stejné trati.
S nespolehlivým vozem Darracq byl velmi nespokojen a tak v roce 1906 „přesedlal“ na čtyřválcový Brasier 105 HP s objemem 12 l. V roce 1906 se s vozem Brasier účastnil první Grand Prix Francie, dvě první kola vedl, v prvním kole zajel i nejrychlejší čas závodu vůbec, ale nakonec skončil sedmý. V následujícím ročníku 1907 dojel na třetím místě, poté co v devátém, předposledním kole, musel odstoupit před ním jedoucí Vincenzo Lancia. V roce 1908 musel po třech kolech pro poruchu motoru odstoupit.
Po narození svého druhého syna se závoděním přestal, důvodem byl i vliv jeho ženy. Věnoval se cyklistice a provozoval až do třicátých let malou dílnu.

## Galerie

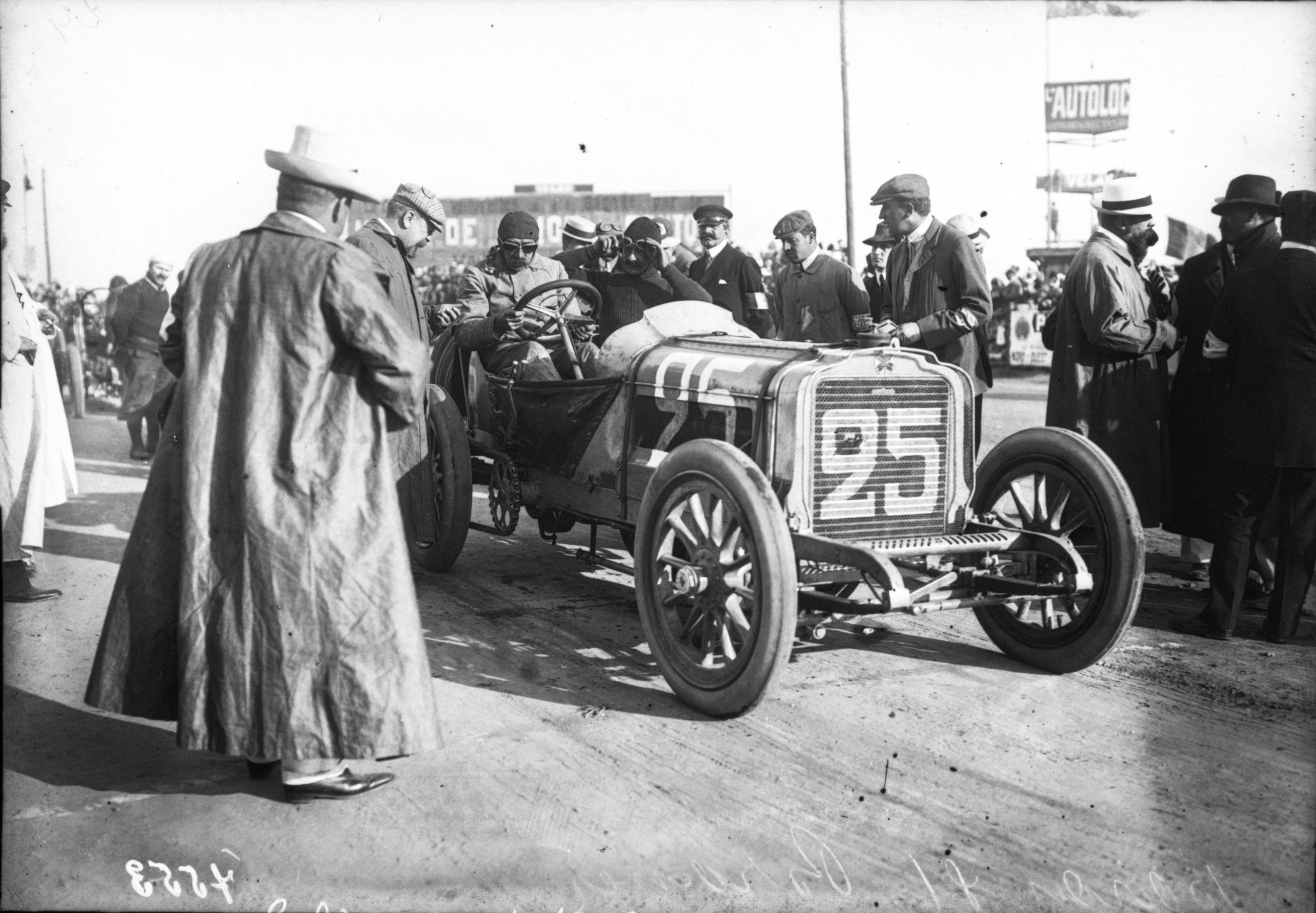
Baras při Grand Prix Francie 1908
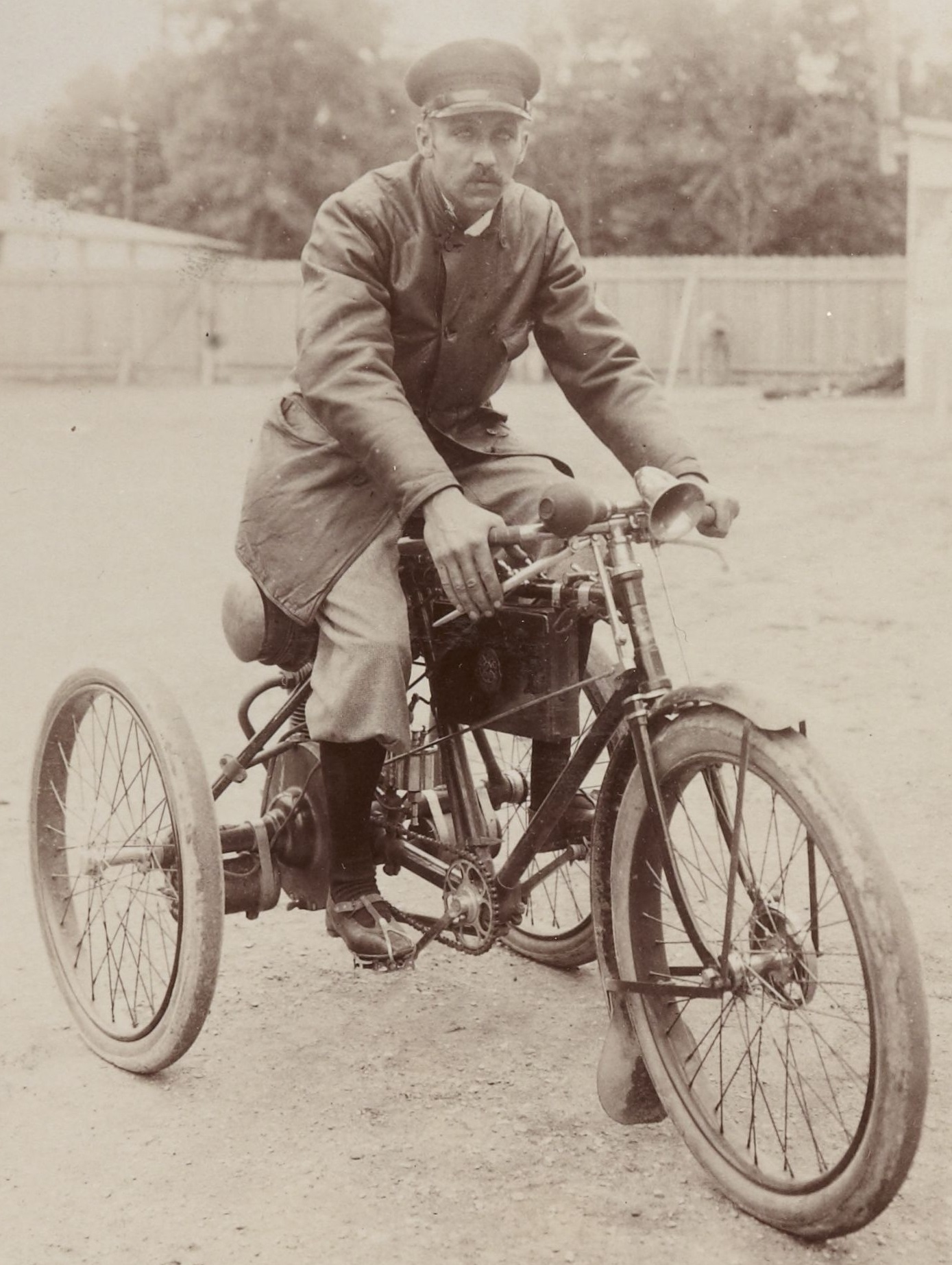
Paul Baras (1900)
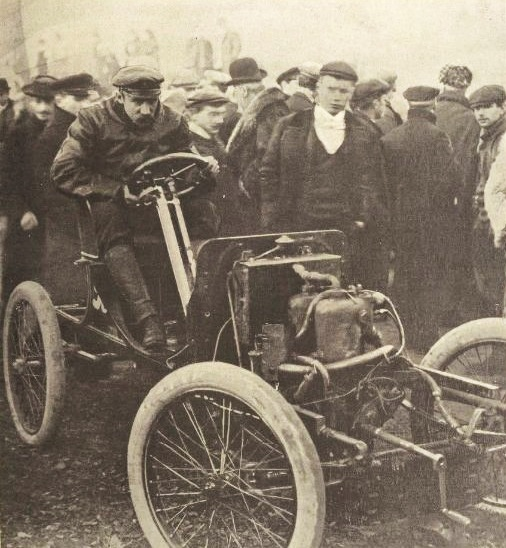
V Gaillonu (1901)
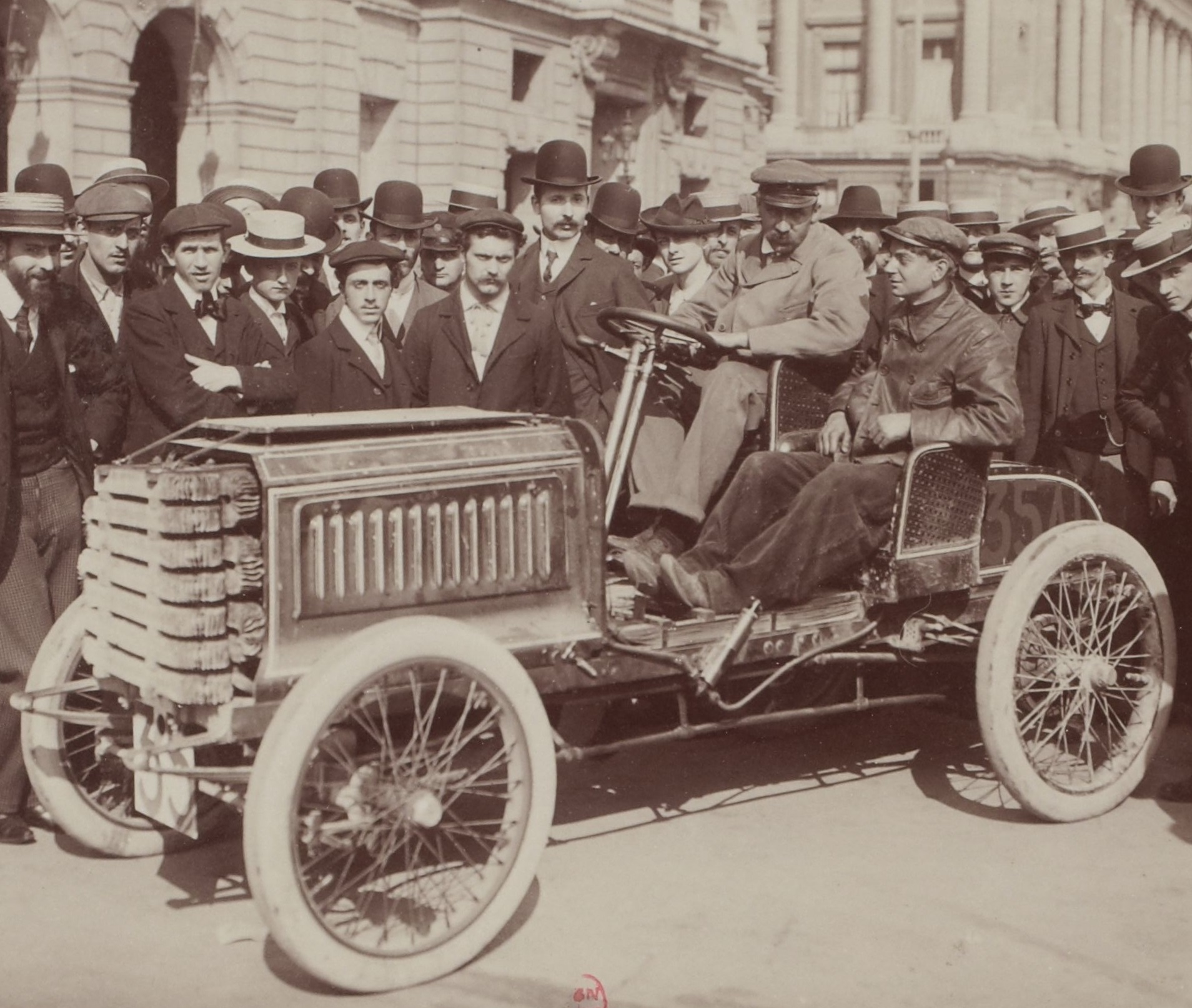
Paul Baras při závodě Paříž–Vídeň 1902